# Humococcus gonzalezi
Humococcus gonzalezi är en insektsart som beskrevs av Williams och Granara de Willink 1992. Humococcus gonzalezi ingår i släktet Humococcus och familjen ullsköldlöss. Inga underarter finns listade i Catalogue of Life.